# Linka M5 (metro v Bukurešti)
M5 je linka metra v rumunské Bukurešti. Má 10 otevřených stanic a měří 7 km.

## Historie
Stavba prvních dvanácti stanic začala v roce 2012. V únoru 2013 byly však z finančních důvodů stavební práce zastaveny, ale díky podpoře rumunské vlády byly již v dubnu obnoveny. První úsek byl otevřen roku 2020. V plánu je i další rozšiřování linky, úplně dokončena by měla být v roce 2030.